# Aéroport international El Dorado
Pour les articles homonymes, voir Eldorado (homonymie) et BOG.
L'aéroport international El Dorado (en espagnol : Aeropuerto Internacional El Dorado) (code IATA : BOG • code OACI : SKBO) est le principal aéroport de la ville de Bogota en Colombie et le principal aéroport du pays.
Il est situé à Fontibón, le 9e district de Bogota D.C.
L'aéroport a remporté le prix Skytrax pour le meilleur personnel en Amérique du Sud en 2016 et la première place dans la liste des meilleurs aéroports en Amérique du Sud.

## Présentation

### Importance de l'aéroport
- En nombre de passagers (chiffres 2014), il se situe au troisième rang de l'Amérique latine derrière l'aéroport international de Mexico, au Mexique, et l'aéroport international de Guarulhos de São Paulo, au Brésil.

- Le nombre de passagers en 2014 a été de 27 430 266, dont 8 354 587 passagers internationaux[1].

- Pour le trafic aérien, il se place en deuxième position en Amérique latine avec 337 137 mouvements derrière l'aéroport international de Mexico.

- En volume de fret, il se situe au premier rang en Amérique latine avec 636 657 tonnes de marchandises, devant Mexico et São Paulo.

- Il abrite le groupe de transport aérien 81 du Commandement aérien de transport militaire (Comando Aéreo de Transporte Militar, CATAM) de la force aérienne colombienne, qui emploie depuis 2010 l'unique Boeing KC-767 de ce pays[2].

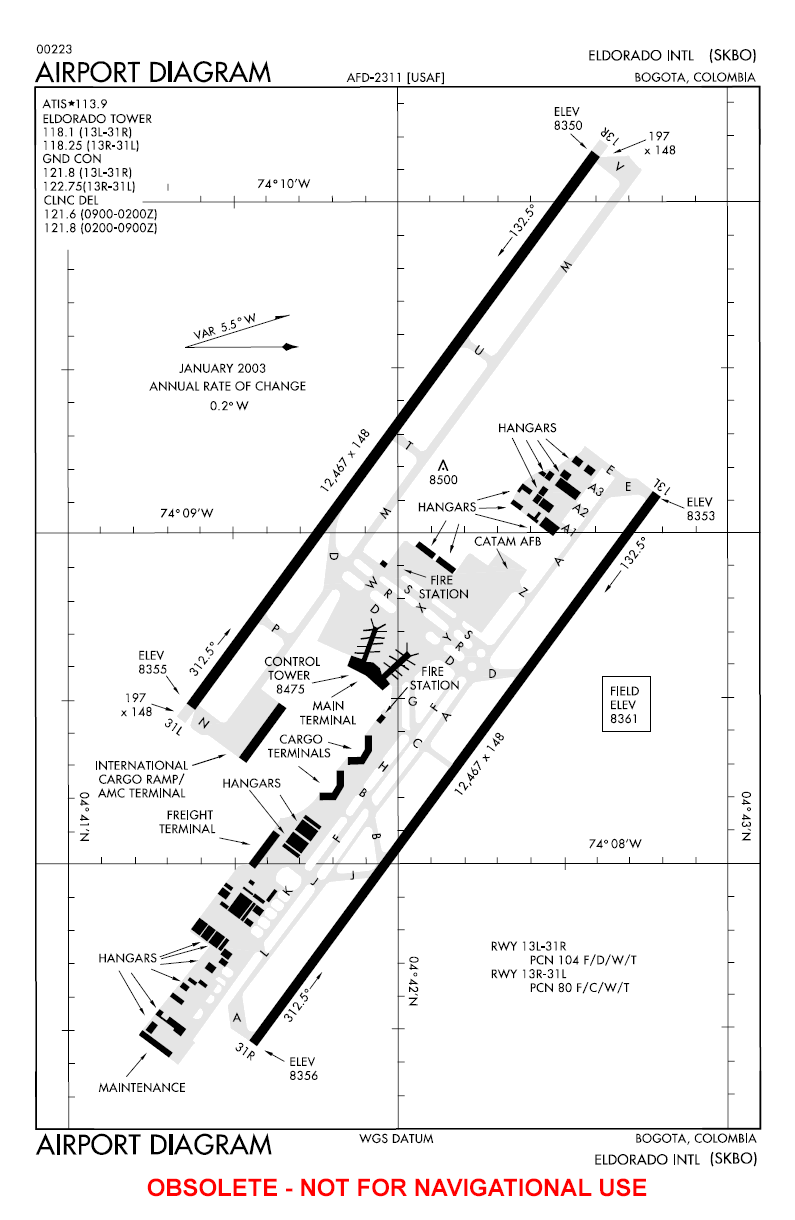

## Situation

### Carte des aéroports de Colombie
| \| 20 km1:4 119 000 \| Acandí Apartadó / Carepa Araracuara Arauca Armenia Bahía Solano Barrancabermeja Barranquilla / Soledad Bogota Bucaramanga · Lebrija Buenaventura Cali Carthagène · des Indes Corozal Cúcuta Florencia Guapi Ibagué Ipiales · Aldana La Chorrera La Pedrera Leticia Maicao Manizales Medellín Medellín O. H. Mitú Montería Neiva Nuquí Ocaña Pereira Popayán Providencia Puerto · Asís Puerto · Carreño Quibdó Riohacha San Andrés San José · del Guaviare San Juan · de Pasto San Vicente · del Caguán Santa Marta Saravena Tame Tumaco Valledupar Villavicencio Yopal |
| 20 km1:4 119 000 |

## Statistiques
Le graphique qui aurait dû être présenté ici ne peut pas être affiché car il utilise l'ancienne extension Graph, désactivée pour des questions de sécurité. Des indications pour créer un nouveau graphique avec la nouvelle extension Chart sont disponibles ici.

Voir la requête brute et les sources sur Wikidata.

## Compagnies et destinations

### Liste
| Compagnies               | Destinations |
| ------------------------ | --- |
| Aerolíneas Argentinas    | Buenos Aires-Ezeiza |
| Aeroméxico               | Mexico-B. Juárez |
| Air Canada               | Montréal (P.-E.-Trudeau), Toronto (Pearson) |
| Air Europa               | Madrid-Barajas |
| Air France               | Paris-Charles de Gaulle |
| American Airlines        | Dallas-Fort Worth, Miami |
| Avianca                  | - Armenia-El Edén, - Aruba-Reine-Beatrix, - Asuncion-S.-Pettirossi, - Barcelone-El Prat, - Barranquilla-E. Cortissoz, - Belo Horizonte, - Boston Logan, - Bucaramanga-Palonegro, - Buenos Aires-Ezeiza, - Cali-Alfonso-Bonilla-Aragón, - Cancún, - Carthagène-R. Núñez, - Cúcuta, - Curaçao, - Florencia (en), - Fort Lauderdale-Hollywood, - Guatemala-La Aurora, - San Luis d'Ipiales, - La Paz-El Alto, - Leticia-A. Vásquez-Cobo, - Lima-J. Chávez, - Londres-Heathrow, - Madrid-Barajas, - Manaus, - Medellín-J. M. Córdova, - Mexico-B. Juárez, - Miami, - Montería (en), - Montevideo Carrasco, - Neiva (en), - New York-John F. Kennedy, - Orlando, - Panama-Tocumen, - Paris-Charles de Gaulle, - Pereira Matecaña, - Popayán (en), - Punta Cana, - Quito-M. Sucre, - Rio de Janeiro/Galeão, - Ríohacha (en), - San Andrés-G. R. Pinilla, - San José-J. Santamaría, - San Juan de Pasto, - San Juan - Luis-Muñoz-Marín, - San Salvador-M. O. A. Romero y Galdámez, - Santa Marta, - Santiago du Chili-A.-M.-Benítez, - Saint-Domingue Las Américas, - São Paulo/Guarulhos, - Corozal, - Cluff Lake, - Toronto (Pearson), - Valledupar (en), - Villavicencio (en), - Washington-Dulles, - El Yopal (en) |
| Avianca Costa Rica       | San José-J. Santamaría |
| Avianca Ecuador          | Aruba-Reine-Beatrix, Guayaquil-J. J.-Olmedo, Panama-Tocumen, Quito-M. Sucre, Viru Viru |
| Avianca El Salvador      | San Salvador-M. O. A. Romero y Galdámez |
| Avianca Guatemala        | Guatemala-La Aurora |
| Avianca Express          | - Armenia-El Edén, - Barrancabermeja (en), - Florencia (en), - Ibagué (es), - Neiva (en), - Popayán (en), - Tumaco (en), - Villavicencio (en), - El Yopal (en) |
| Avior Airlines           | Barcelona (Vénézuela), Caracas-Maiquetía |
| Blue Panorama Airlines   | Milan-Malpensa, Rome Léonard-de-Vinci/Fiumicino |
| Clic                     | - Arauca-Santiago Pérez Quiroz, - Armenia-El Edén, - Barrancabermeja (en), - Bucaramanga-Palonegro, - Buenaventura, - Cali-Alfonso-Bonilla-Aragón, - Carthagène-R. Núñez, - Cúcuta, - Florencia (en), - Lawrence, - Manizales (en), - Medellín-O Herrera (en), - Neiva (en), - Pereira Matecaña, - Popayán (en), - Puerto Asís (en), - Puerto Inirida, - Quibdó (en), - San Jose del Guaviaro, - Tumaco (en), - El Yopal (en) |
| Copa Airlines            | Panama-Tocumen |
| Delta Air Lines          | Atlanta H.-Jackson, New York-John F. Kennedy |
| Edelweiss Air            | Zurich |
| Gol Transportes Aéreos   | Buenos Aires-Ezeiza, São Paulo/Guarulhos |
| Iberia                   | Madrid-Barajas |
| JetBlue Airways          | Fort Lauderdale-Hollywood |
| JetSmart Chile           | Santiago du Chili-A.-M.-Benítez |
| KLM                      | Amsterdam |
| LASER Airlines           | Caracas-Maiquetía |
| LATAM Brasil             | São Paulo/Guarulhos |
| LATAM Chile              | Madrid-Barajas, Miami, Santiago du Chili-A.-M.-Benítez |
| LATAM Colombia           | - Armenia-El Edén, - Barranquilla-E. Cortissoz, - Bucaramanga-Palonegro, - Cali-Alfonso-Bonilla-Aragón, - Caracas-Maiquetía, - Carthagène-R. Núñez, - Cúcuta, - Leticia-A. Vásquez-Cobo, - Medellín-J. M. Córdova, - Miami, - Montería (en), - Neiva (en), - Orlando, - San Juan de Pasto, - Pereira Matecaña, - San Andrés-G. R. Pinilla, - Santa Marta, - El Yopal (en) |
| LATAM Ecuador            | Quito-M. Sucre |
| LATAM Perú               | Lima-J. Chávez |
| Lufthansa                | Francfort |
| Plus Ultra Lineas Aéreas | Madrid-Barajas |
| SATENA                   | - Haycok (en), - Apartadó-Antonio Roldán Betancourt (en), - Arauca-Santiago Pérez Quiroz, - Buenaventura, - Florencia (en), - San Luis d'Ipiales, - Lawrence, - Medellín-O Herrera (en), - Mitu (en), - Pitalito, - Puerto Asís (en), - Puerto Carreno, - Puerto Inirida, - Puerto Leguizam, - Quibdó (en), - San Jose del Guaviaro, - San Vicente del Caguan (en), - Saravena (en), - Corozal, - Tame, - Tolu, - Tumaco (en), - Valencia A. Michelena, - Villagarzon, - Villavicencio (en) |
| Sky Airline              | Santiago du Chili-A.-M.-Benítez |
| Spirit Airlines          | Fort Lauderdale-Hollywood, Orlando |
| Transaero                | Moscou-Domodédovo, Saint-Pétersbourg-Poulkovo |
| Turkish Airlines         | Istanbul |
| Turpial Airlines         | Caracas-Maiquetía, Valencia A. Michelena |
| United Airlines          | Houston-George Bush, Newark-Liberty |
| Viva Aerobus             | Cancún, Guadalajara-M. Hidalgo y Costilla, Mexico-B. Juárez, Monterrey-M. Escobedo |
| Volaris                  | Cancún, Mexico-B. Juárez |
| Volaris Costa Rica       | San José-J. Santamaría |
| Wingo                    | - Armenia-El Edén, - Aruba-Reine-Beatrix, - Barranquilla-E. Cortissoz, - Bucaramanga-Palonegro, - Cali-Alfonso-Bonilla-Aragón, - Cancún, - Caracas-Maiquetía, - Carthagène-R. Núñez, - Curaçao, - Guayaquil-J. J.-Olmedo, - La Havane-José Martí, - Lima-J. Chávez, - Medellín-J. M. Córdova, - Panama-Tocumen, - Pereira Matecaña, - Punta Cana, - Quito-M. Sucre, - San José-J. Santamaría, - Santa Marta, - Saint-Domingue Las Américas |

Édité le 08/04/2018  Actualisé le 15/12/2023